# Werrikon
Werrikon är en ort i kommunen Uster i kantonen Zürich i Schweiz. Den ligger cirka 12 kilometer öster om centrala Zürich. Orten har cirka 345 invånare (2021).